# Koštun
Stari grad Koštun (Koštur) nalazi se istočno od mjesta Dabrica u Bosni i Hercegovini, 12 km sjeverozapadno od Stoca. Nacionalni je spomenik Bosne i Hercegovine.
Ostatci starog grada nalaze se na uzvisini iznad kanjona Radimlje. Đuro Basler je unutar njega konstatirao veliki broj fragmenata metalodobne keramike iz brončanog i željeznog doba, te stoga navodi da je sagrađen na mjestu pretpovijesne gradine s kraja II. i iz I. milenija pr. Kr. Iako nema pouzdanih podataka o tome kada je izgrađen niti kada je napušten, Basler navodi da je gradnju moguće datirati oko 535. godine. Obzirom da na ostatcima nisu primijećene pregradnje ili popravci, predstavlja jedinstvenu cjelinu.
Objekt poprilično pravilnog oblika približnih je dimenzija: duljine 160 metara, na istočnom kraju širine 25 metara, u sredini 50 metara, a na zapadnom kraju 38 metara, sa zidovima prosječne debljine oko 1,6 metara. U temelju je orijentiran od zapada prema istoku s odstupanjem u smjeru sjeverozapad-jugoistok. U grad se ulazilo između dvije kule dimenzija 7×8 metara u sjevernoj polovici zapadnog zida. U njegovoj unutrašnjosti na dva se mjesta nalaze ostatci građevina. U zapadnom dijelu od južne ulazne kule nalaze se tragovi zida dugog 20 metara a širokog 1 metar. Na njegovu istočnom kraju naziru se tri prostorije širine 9, 7 i 5 metara. Uz sjeverni permetralni bedem postoji sklop građevina sličan antičkom kastrumu (Basler, 1972., 50). Uz zid je sagrađen i četverokutni prostor dimenzija 36×12 metara, debljine zidova oko 1,5 metar. Na krajevima južnog zida nalaze se četverokutne kule, dimenzija 8×6,5 m, debljine zidova oko 2 metra koje su s južne strane spojene zidom te tako zatvaraju pravilan prostor dimenzije 20×4 metra. U sjeveroistočnom kutu građevine uz sjeverni bedem nalazi se još i jako razoren objekt, vjerojatno kružne osnove promjera 3-4 m. Zidovi grada obloženi su kamenim pločama, a u unutrašnjosti su građeni po sistemu opus spicatum (riblje kosti) od manjeg kamenja i puno žbuke od vapnenca i žbuke s dodatkom pijeska i šljunka. U kulama uz zapadni zid i okolo njih nalazi se na mnogo krovnog materijala (tegulae), što navodi na zaključak da su građevine bile njime pokrivene.

## Vanjske poveznice
- Marko S. Popović: Dabrica i grad Koštun (Koštur)  Arhivirana inačica izvorne stranice od 13. rujna 2023. (Wayback Machine), Bosanska vila IV (1889.), str. 12.